# Turniej o Puchar Rybnickiego Okręgu Węglowego 1971
Puchar Rybnickiego Okręgu Węglowego 1971 – zawody żużlowe, mające na celu wyłonienie zwycięzcy turnieju o Puchar ROW. Zawody w 1971 roku wygrał Zygfryd Friedek.

## Finał
- Rybnik, 1971
- Sędzia:

| Msc. | Zawodnik          | Klub           | Pkt  |              |  |
| ---- | ----------------- | -------------- | ---- | ------------ |  |
| 1    | Zygfryd Friedek   | Opole          | 12+3 | (3,3,3,w,3)  |  |
| 2    | Paweł Waloszek    | Świętochłowice | 12+2 | (2,1,3,3,3)  |  |
| 3    | Stanisław Tkocz   | Rybnik         | 11   | (2,3,2,1,3)  |  |
| 4    | Zdzisław Dobrucki | Leszno         | 10   | (3,2,2,3,d)  |  |
| 5    | Jerzy Gryt        | Rybnik         | 9    | (3,3,3,u,u)  |  |
| 6    | Antoni Woryna     | Rybnik         | 9    | (3,d,1,3,2)  |  |
| 7    | Jan Mucha         | Świętochłowice | 9    | (2,3,1,2,1)  |  |
| 8    | Andrzej Tkocz     | Rybnik         | 9    | (2,2,3,1,1)  |  |
| 9    | Alojzy Norek      | Rybnik         | 8    | (1,2,2,3,0)  |  |
| 10   | Milan Spinka      | Czechosłowacja | 6    | (1,1,1,1,2)  |  |
| 11   | Jerzy Wilim       | Rybnik         | 5    | (2,3)        |  |
| 12   | Zdenek Ondraszek  | Czechosłowacja | 5    | (1,0,0,2,2)  |  |
| 13   | Andrzej Wyglenda  | Rybnik         | 4    | (0,2,2)      |  |
| 14   | Zdenek Maistr     | Czechosłowacja | 3    | (d,1,0,0,2)  |  |
| 15   | Roman Rusalek     | Czechosłowacja | 2    | (0,1,0,0,1)  |  |
| 16   | Karel Vobornik    | Czechosłowacja | 2    | (0,ns,1,d,1) |  |